# Pirámide giroelongada
En geometría, las pirámides giroelongadas (también llamadas antiprismas aumentados) son un conjunto infinito de poliedros, construidos al unir una pirámide n-gonal a un antiprisman-gonal.
Hay dos pirámides giroelongadas que son sólidos de Johnson formadas por triángulos, cuadrados y pentágonos regulares. Se puede construir una forma triangular y hexagonal con caras coplanarias, y también se pueden construir otras formas con bases de más lados empleando triángulos isósceles.

## Ejemplos
| Imagen | Nombre                                               | Caras                      |
| ------ | ---------------------------------------------------- | -------------------------- |
|        | Pirámide triangular giroelongada (Caras coplanarias) | 9+1 triángulos             |
|        | Pirámide cuadrada giroelongada (J10)                 | 12 triángulos, 1 cuadrado  |
|        | Pirámide pentagonal giroelongada (J11)               | 15 triángulos, 1 pentágono |
|        | Pirámide hexagonal giroelongada (Caras coplanarias)  | 18 triángulos, 1 hexágono  |